# Sägegarnele
Die Sägegarnele (Palaemon serratus) ist eine Garnelenart aus der Gattung der Felsengarnelen (Palaemon) innerhalb der Familie der Felsen- und Partnergarnelen (Palaemonidae). Manchmal wird sie in Anlehnung an den englischen Namen common prawn auch Gewöhnliche Felsengarnele genannt.

## Merkmale
Die Sägegarnele ist ein farbloses bis transparentes Tier mit markanter schräger schwarzer Linienzeichnung. Sie wird 9–11 cm lang und ist damit die größte Art der Felsengarnelen. Das Rostrum ist lang, spitz und nach oben gebogen. Es besitzt an der Oberseite 6–7 Dorsalzähne und an der Unterseite 4 oder 5 Ventralzähne.

## Verbreitung
Die Sägegarnele lebt in einem Verbreitungsgebiet, das im Ostatlantik von den Meeresküsten Schottlands und Dänemarks bis zur Westsahara, den Azoren, Madeira und den Kanarischen Inseln reicht. Außerdem kommt sie im Mittelmeer und im Schwarzen Meer vor.
Sie lebt an felsigen und steinigen Küsten in der unteren Gezeitenzone bzw. dem Sublitoral bis zu 40 m Tiefe und ist damit im Allgemeinen in größeren Tiefen zu finden als Palaemon elegans.